# 체리 존슨

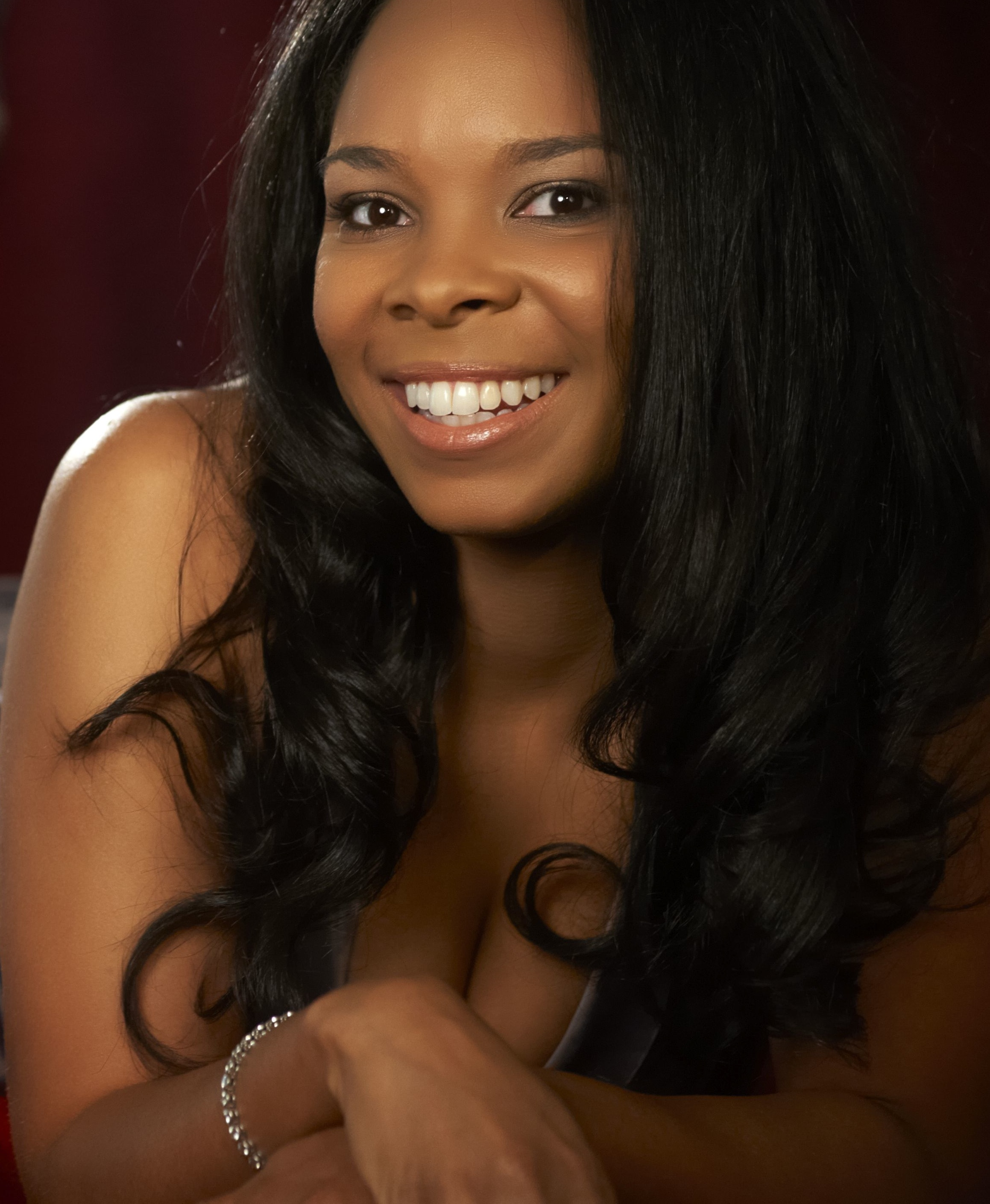

체리 존슨(Cherie Johnson, 1975년 11월 21일 ~ )은 미국의 배우, 작가, 영화 제작자이다.
피츠버그에서 태어났다.

## 출연 작품

### 영화
- Dead Tone (2007)
- I Do... I Did! (2009) - 비비언 역
- Fanaddict (2011) - 브렌다 역
- Guardian of Eden (2012) - 데스티니 역
- One Blood (2012)
- Plum (2013)
- Who Can I Run To (2014)

### 텔레비전
- 내 이름은 펑키 (1984-88, 2021)
- 우리 생애 나날들 (1985)
- A Place Called Hollywood (2019)